# NK Zagorac 1952 Beljevina
NK Zagorac 1952 je nogometni klub iz Beljevine u općini Đurđenovac nedaleko Našica u Osječko-baranjskoj županiji.
NK Zagorac je član Nogometnog središta Našice te Nogometnog saveza Osječko-baranjske županije. U klubu trenutačno nastupaju seniori, a aktivni su i veterani koji igraju prijateljske utakmice s ekipama iz okolnih mjesta.
Trenutačno se natječe u 3. ŽNL Liga NS Našice.

## Povijest
Do 2015. godine u Beljevini je djelovao klub NK Zagorac Beljevina. Nakon sezone 2014./15. i ispadanja iz 2. ŽNL Osječko-baranjske NS Našice, NK Zagorac se gasi (službeno je ugašen 2016. godine) i umjesto njega se osniva novi klub NK Zagorac 1952 Beljevina.
Nakon sezone 2016./17. kao drugoplasirani klub 3. ŽNL NS Našice sudjeluje u kvalifikacijama za ulazak u 2. ŽNL Našice protiv NK Omladinac Vukojevci, ali ne uspijeva proći nakon dvije utakmice 2:1 i 0:1.
Nakon sezone 2017./18. kao drugoplasirani klub 3. ŽNL NS Našice sudjeluje u kvalifikacijama za ulazak u 2. ŽNL Našice protiv NK Šipovac iz Našica, ali ne uspijeva proći nakon dvije utakmice zbog poraza 1:2 i 1:4.
U sezoni 2018./19 klub osvaja prvo mjesto u 3. ŽNL Liga NS Našice, te ulazi u 2. ŽNL Našice.

## Uspjesi kluba
Prvaci 3. ŽNL Liga NS Našice; 2018./19.

## Vanjske poveznice
- ŽNS Osječko-baranjske županije  Arhivirana inačica izvorne stranice od 22. svibnja 2016. (Wayback Machine)